# 德拉·撒西比谒师所
德拉·撒西比谒师所 （Gurdwara Dera Sahib；旁遮普语)是一座锡克教谒师所，位于巴基斯坦拉合尔，用以纪念锡克教第五代古魯阿爾瓊在1606年殉难的地点。

## 位置
谒师所就在拉合尔城墙外，毗邻拉合尔堡、兰季德·辛格三摩地、哈祖里 · 巴格（Hazuri Bagh）庭院、罗什奈门（Roshnai Gate）和巴德夏希清真寺。

## 历史
根据莫卧儿帝国皇帝贾汉吉尔的命令，古鲁在拉合尔城墙处遭受了酷刑。纪念这一事件的血井谒师所（Gurdwara Lal Khoohi）已经关闭，改为清真寺，名为Haq Chaar Yaar.。 古鲁的折磨激怒了他的密友苏菲派的米安·米尔。在他的调解下，在古鲁遭受酷刑的第五天，请求在河里洗澡的请求得到批准。 据说，古鲁进入河中后，再也不见了，莫卧儿搜索队到处找不到他。

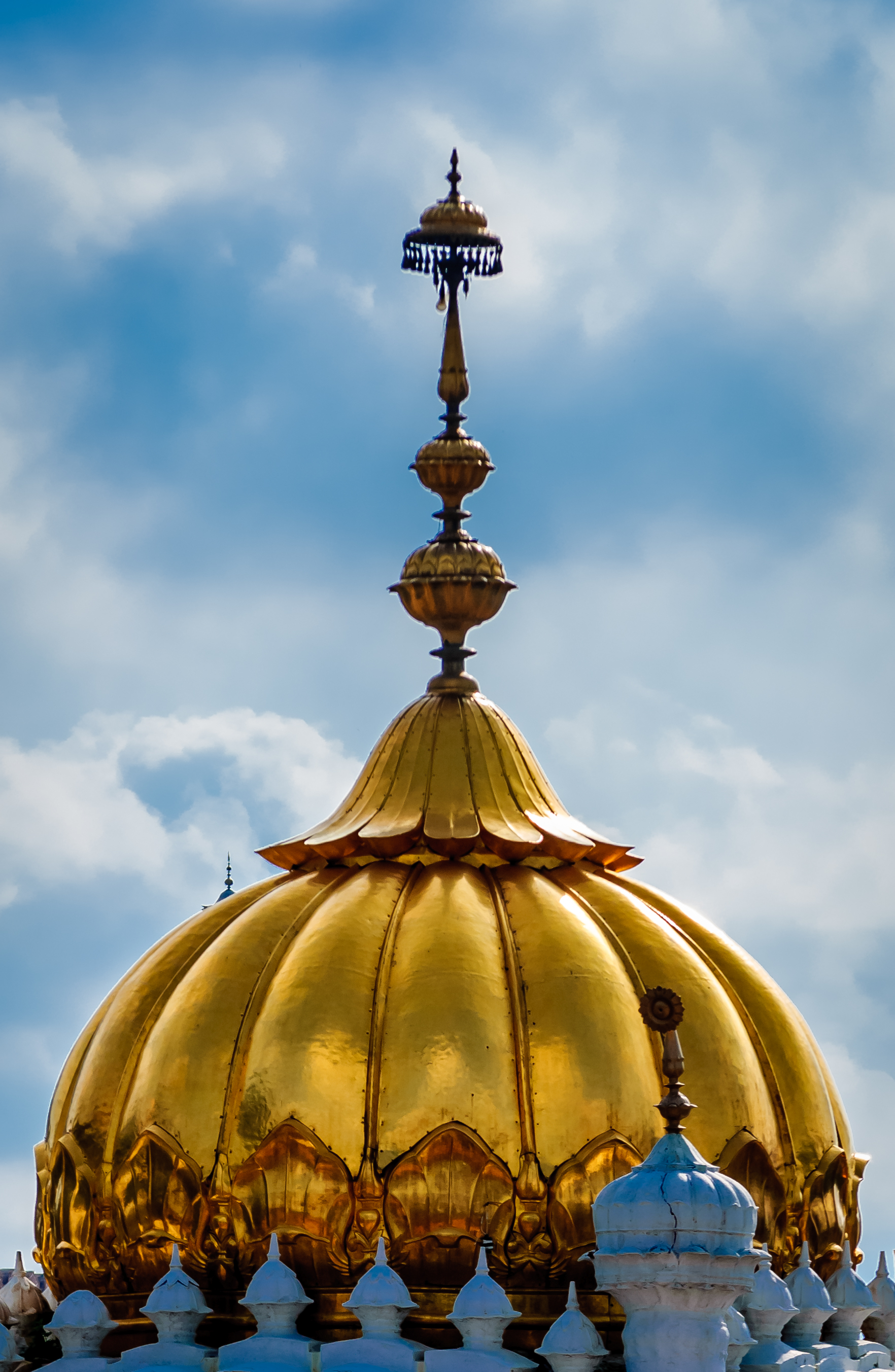
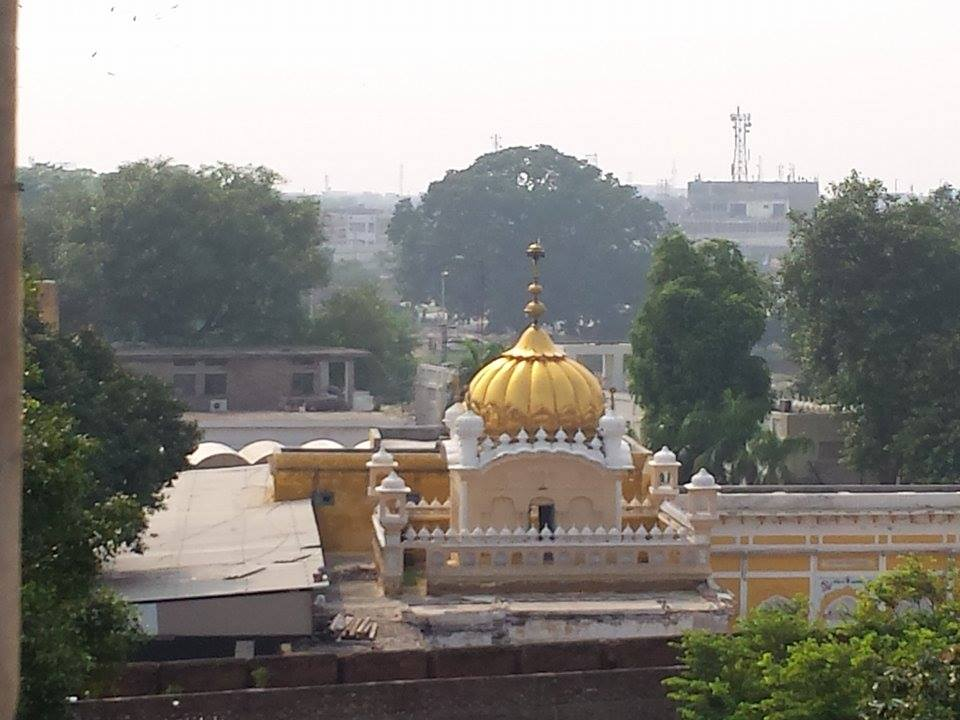
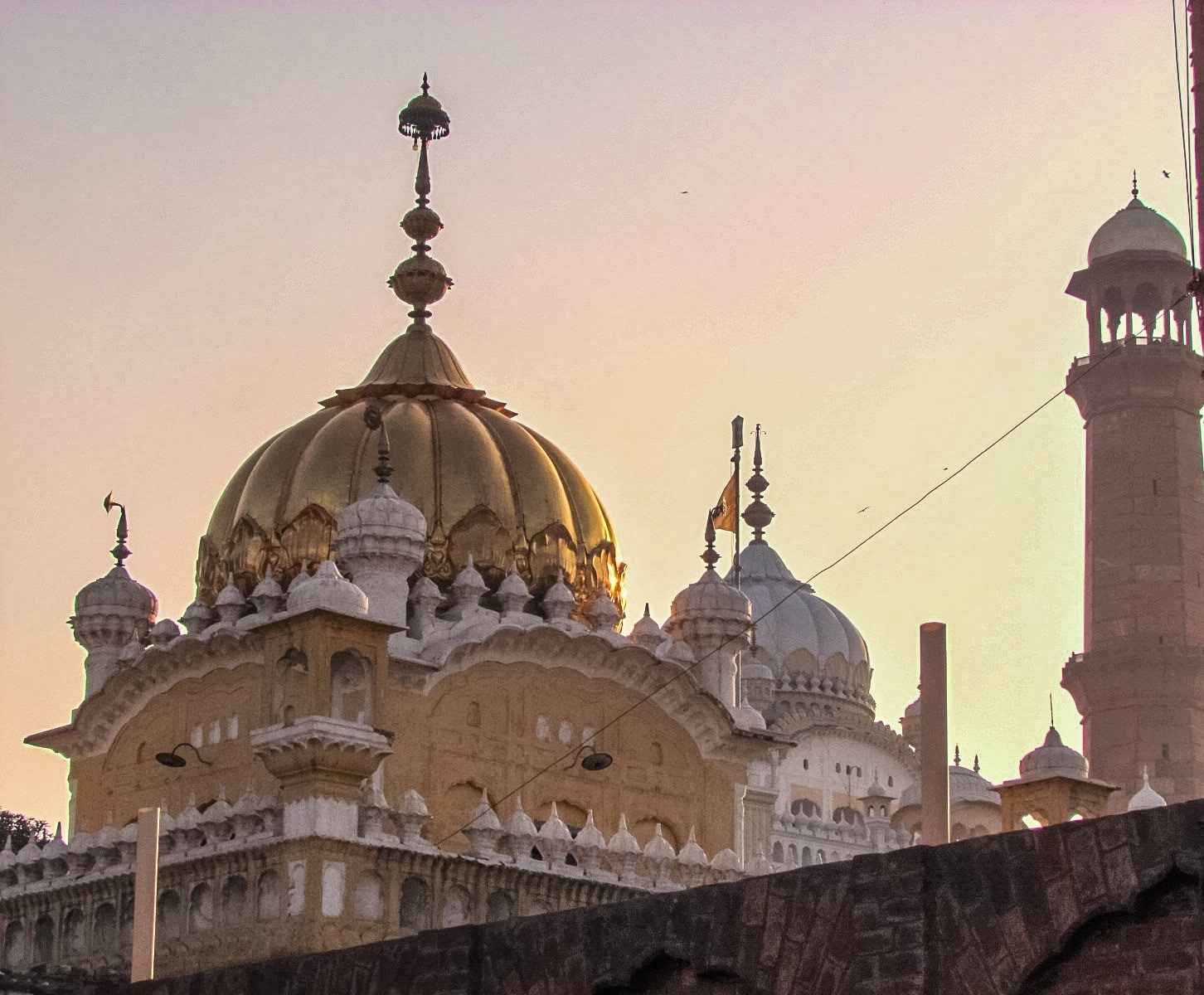